# Blasticorhinus epixandus
Blasticorhinus epixandus är en fjärilsart som beskrevs av Rothschild 1920. Blasticorhinus epixandus ingår i släktet Blasticorhinus och familjen nattflyn. Inga underarter finns listade i Catalogue of Life.